# Liste des unités de la Wehrmacht et de la Waffen-SS
Cette page concentre l'ensemble des unités de la Wehrmacht et de la Waffen SS immatriculées aux archives Allemandes de 1939 à 1945.
Pour plus de clarté, Georg Tessin, a classé les unités allemandes en 12 catégories :
- Kommandobehöden (Unités de commandement)
- Infanterie (Unités d'infanterie)
- Schnelle Truppen (Unités mobiles rapides)
- Artillerie (Unités d'artillerie)
- Pioniere (Unités de génie)
- Nachrichten (Unités de transmission)
- Versorgung (Unités de logistique)
- Sicherung (Unités de sécurité)
- Kriegsmarine (Unités ''au sol'' de la marine de guerre)
- Luftwaffe (Unités ''rampantes'' de l'aviation)
- Waffen SS (Unités de la Waffen SS)
- Verbündete (Unités étrangères sous commandement Allemand)

Pour plus de compréhension , nous avons différencié les unités de la Wehrmacht et de la Waffen SS, qui font l'objet de deux grands paragraphes bien distincts, et enlevé la catégorie Verbündete dont les unités sont ventilées dans les autres catégories, de plus nous avons rajouté des catégories ;
- Kavallerie (Unités de cavalerie)
- Reserve, Ersatz & Ausbildung (Unités de réserve, de remplacement et d'instruction)

et par numéros de 1 à 13 400 en 12 volumes, plus un chapitre pour les unités portant des noms, un chapitre regroupant les Kriegsstärkenachweisungen (ordres de marche des unités) et signaux et 3 autres volumes regroupant les garnisons et secteurs de combat.
Dans l'ensemble, le classement se fait par numéros et par taille d'unité (Divisions, Brigades, Régiments, etc.) 
Les Kriegsstärkenachweisungen (Kstn) et les garnisons font l’objet d'une autre page.
Le classement est fait afin d'avoir le plus de renseignements pertinents possibles pour faciliter le travail de recherche historique.
Dans cet objectif, cette page est également reliée à d'autres. (voir paragraphe : Liens)

## Wehrmacht(Heer-Luftwaffe-Kriegsmarine)

### Unités d'Infanterie(Infanterie)

#### Divisions (1 à 5)
| Unité                                     | Type             | Date1      | Date2      | Nat.                          | Wehrkreis      | Armeekorps             | Armee       | Heeresgruppes     |
| ----------------------------------------- | ---------------- | ---------- | ---------- | ----------------------------- | -------------- | ---------------------- | ----------- | ----------------- |
| 1. Gebirgs-Division                       | Inf. de montagne | 09/04/1938 | 12/03/1945 |                               | Wehrkreis VII  |                        |             | Heeresgruppe Sud  |
| 1. Infanterie-Division                    | Infanterie       | 17/08/1938 | 04/1945    |                               | Wehrkreis I    | General Kommando z.b.V | 3. Armee    | Heeresgruppe Nord |
| 1. ital.-Infanterie-Division „Italia“     |                  | 08/1944    | 04/1945    | Drapeau de l'Italie           | Wehrkreis V    | LI. Armeekorps         | 14. Armee   | Heeresgruppe C    |
| 1. ung. Honved-Division Kossuth           |                  | 26/01/1945 | 15/02/1945 | Drapeau du royaume de Hongrie | Wehrkreis XIII | -                      | -           | -                 |
| ⇒ 101, 102, 103. ung. Infanterie-Regiment |                  | 15/02/1945 |            |                               |                |                        |             |                   |
| 2. ital.-Infanterie-Division „Littorio“   |                  | 08/1944    | 04/1945    | Drapeau de l'Italie           | -              | LXXV. Armeekorps       | A. Ligurien | Heeresgruppe C    |
| 2. ung. Honved-Div. Görgey                |                  |            |            | Drapeau du royaume de Hongrie |                |                        |             |                   |
| ⇒ 2. ung. Ersatz-Division                 |                  |            |            | Drapeau du royaume de Hongrie |                |                        |             |                   |
| 2. Infanterie-Division (mot.)             | Infanterie mot.  | 18/08/1939 | 05/10/1940 |                               | Wehrkreis II   | XIX. Armeekorps        | 4. Armee    | Heeresgruppe Nord |
| 3. Infanterie-Division                    | Infanterie       | 01/08/1939 | 27/10/1940 |                               | Wehrkreis III  | II. Armeekorps         | 4. Armee    | Heeresgruppe Nord |
| ⇒ 3. Infanterie-Division (mot.)           | Infanterie mot.  | 27/10/1940 | 01/03/1943 |                               | Wehrkreis III  | II. Armeekorps         | 4. Armee    | Heeresgruppe Nord |
| ⇒ 3. Panzergrenadier-Division             | Infanterie méca. | 23/06/1943 | 14/04/1945 |                               |                | XXXXVI. Armeekorps     | 11. Armee   | Heeresgruppe C    |
| 4. Infanterie-Division                    |                  | 24/08/1939 | 15/08/1940 |                               |                | IV. Armeekorps         | 10. Armee   | Heeresgruppe Sud  |
| 5. Infanterie-Division                    |                  | 25/08/1939 |            |                               |                |                        |             |                   |

| Unité                       | Date1      | Date2      | Nat. | Wehrkreis       | Armeekorps        | Armee          | Heeresgruppes    |
| --------------------------- | ---------- | ---------- | ---- | --------------- | ----------------- | -------------- | ---------------- |
| 1. Gebirgs-Division         | 09/04/1938 | 12/03/1945 |      | Wehrkreis VII   | -                 | -              | Heeresgruppe Sud |
| ⇒ 1. Volks-Gebirgs-Division | 12/03/1945 | 05/1945    |      | -               | XXII. Armeekorps  | 2. Panzerarmee | Heeresgruppe Sud |
| 2. Gebirgs-Division         | 26/08/1939 | 04/1945    |      | Wehrkreis XVIII |                   |                | Heeresgruppe Sud |
| 3. Gebirgs-Division         | 26/08/1939 | 05/1945    |      | Wehrkreis XVIII | XVIII. Armeekorps | 14. Armee      | Heeresgruppe Sud |

#### (Régiments et Groupes de combats
| Unité | Date1 | Date2 | Type | Nat. | Division/Brigade |
| ----- | ----- | ----- | ---- | ---- | ---------------- |
|       |       |       |      |      |                  |
|       |       |       |      |      |                  |
|       |       |       |      |      |                  |